# Fairchild C-123 Provider
C-123 Provider je americký vojenský transportní letoun navržený společností Chase Aircraft a následně vyráběný společností Fairchild pro letectvo Spojených států amerických (dále jen USAF). Mimo služby u USAF, která zahrnovala i pozdější službu u leteckých záloh a letecké národní gardy, letoun také sloužil u pobřežní stráže Spojených států amerických a v různých leteckých silách převážně států jihovýchodní Asie. Během války ve Vietnamu se letoun účastnil rozprašování defoliantů, nejznámější byl Agent Orange, v rámci operace Ranch Hand.

## Vývoj a popis

### Počátky vývoje

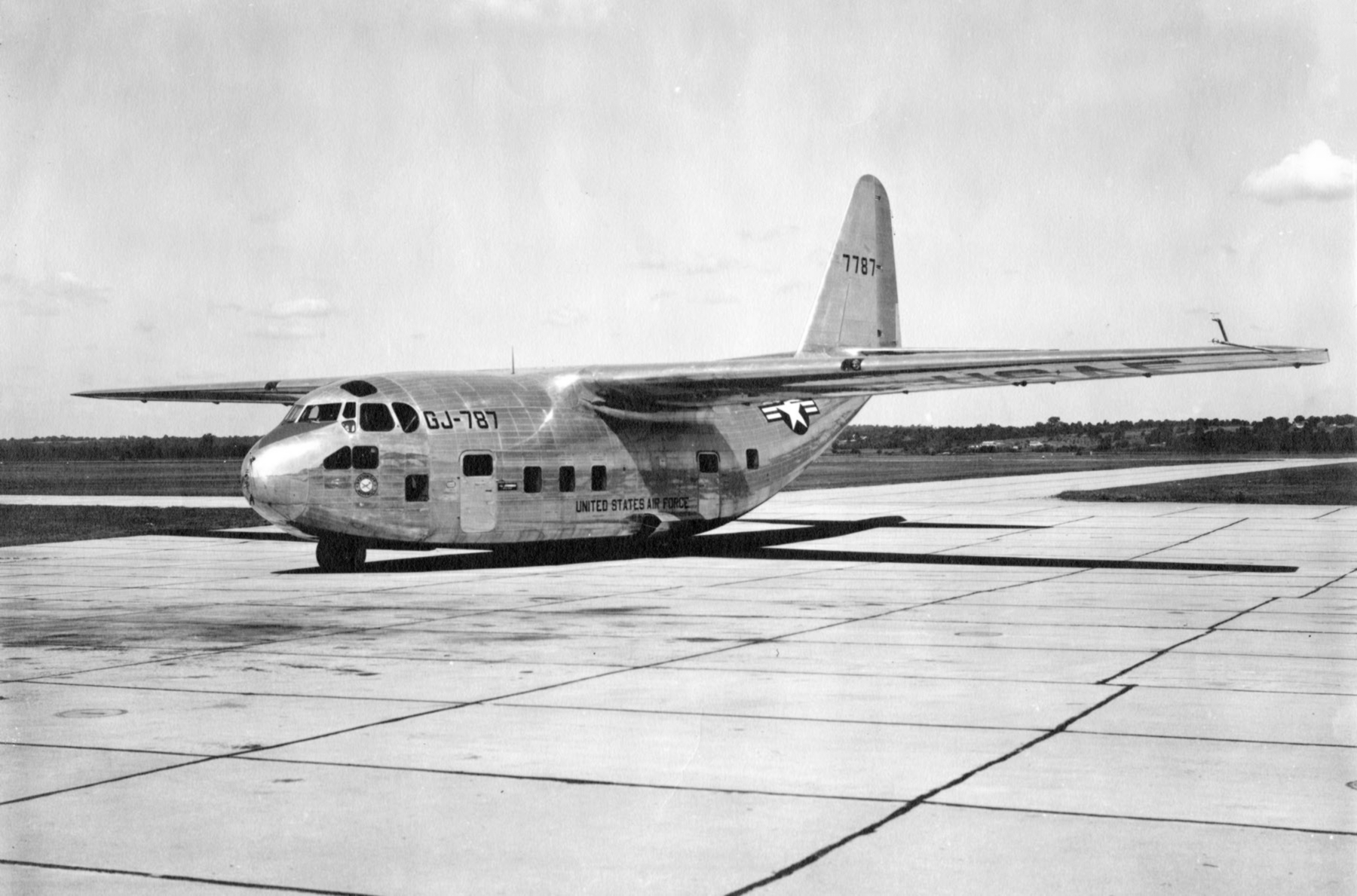
Kluzák Chase XG-20.

Transportní letouny dopravující vojáky i zásoby přímo do první linie hrály důležitou roli již před 2. světovou válkou. Již v té době si některé země uvědomily, jakou roli by mohly hrát, jak poháněné letouny, tak i kluzáky, při dopravě bojových jednotek a zásob přímo na bitevní pole. Již před vypuknutím 2. světové války vyvíjelo Německo, Velká Británie a Spojené státy takové letouny. Obvykle se jednalo o upravené civilní dopravní letouny. Tak vznikl německý Junkers Ju 52 nebo spojenecký Douglas C-47 Skytrain (vojenská verze letounu Douglas DC-3).
Vojenské transportní kluzáky poprvé použili Němci 10. května 1940 v Nizozemsku. Úspěch této a dalších operací jen podnítil další vývoj vojenských kluzáků. Použití kluzáků však naráželo na zásadní slabinu. Kluzák neměl vlastní pohon, a proto se po svém použití stal nepotřebným, jelikož se nemohl vrátit zpět na základnu k novému použití. Proto začaly již během války vznikat transportní letouny (např. Messerschmitt Me 323) s parametry kluzáků, které však měly vlastní pohon k opětovnému použití.
Ve Spojených státech se vývojem zabývala mimo jiné společnost Chase Aircraft, která vyvíjela pod vedením Michaela Stroukoffa kluzák CG-18, což byla vlastně celokovová verze kluzáku CG-14. Výsadkové síly Spojených států však požadovaly kluzák schopný dopravit na bojiště i těžké dělostřelectvo, a proto objednaly 2. prosince 1946 u společnosti Chase dva celokovové kluzáky s nosností nákladu 16 000 liber (7 257 kg).

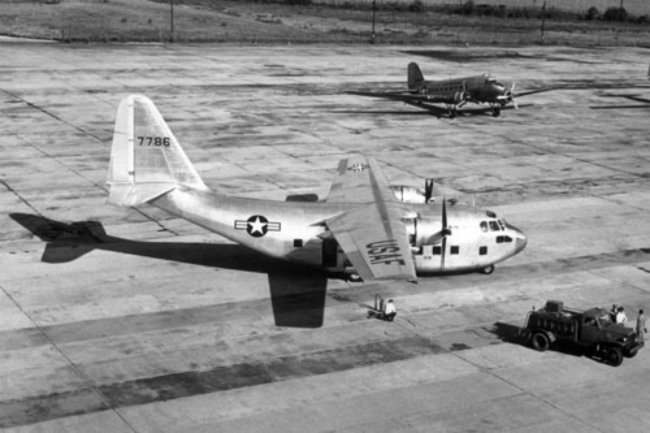
Prototyp XC-123.

Tento nový kluzák dostal firemní označení MS-8 AVITRUK a vojenské označení XG-20. Byl to celokovový hornoplošník se zesílenou přídí letounu, tříbodovým zatahovatelným podvozkem a hydraulicky ovládanými klapkami. Letoun mohl dopravovat buď 60 plně vyzbrojených vojáků nebo 50 nosítek s pacienty. Kluzák měl maximální vzletovou hmotnost 70 000 liber (31 751 kg), ale jelikož v té době neexistoval letoun, který by tak těžký kluzák dostal do vzduchu, byla jeho hmotnost omezena na 40 000 liber (18 144 kg).
Kluzák měl nákladový prostor o velikosti 9,14 m na délku, 3,66 m na šířku a 3 m na výšku. Již od počátku bylo plánováno, že by kluzák mohl být vybaven i motory. Byly postaveny dva prototypy (47-786 a 47-787), přičemž první z nich byl vybrán k přestavbě na motory poháněný letoun. Letoun byl vybaven vzduchem chlazenými hvězdicovými motory Pratt & Whitney R-2800-CB-15 s výkonem 1 417 kW. Jelikož byl letoun stavěn jako kluzák, neměl palivové nádrže. Ty byly proto umístěny v zadní části motorových gondol a neobvyklé bylo, že umožňovaly nouzové vypuštění paliva za letu.

### První prototypy

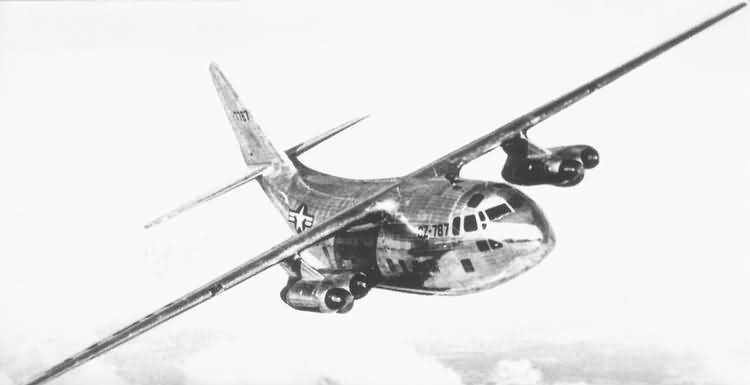
Prototyp XC-123A s proudovými motory.

Poháněná verze kluzáku XCG dostala nové označení XC-123 a vykonala svůj první let 14. října 1949. Předtím než výrobu převzala společnost Fairchild, společnost Chase pojmenovala svůj letoun C-123B jménem AVITRUC, ale toto označení nebylo nikdy použito.
Druhý prototyp letounu XCG-20 byly později vybaven čtveřicí proudových motorů General Electric J47-GE-11 vždy po dvou v jedné gondole. Tento letoun byl označen XC-123A. XC-123A měl tu čest stát se prvním, i když jen experimentálním, proudovým transportním letounem ve službách USAF.
Letoun XC-123A vykonal svůj první let 21. dubna 1951. Tento letoun měl palivové nádrže umístěné v trupu pod nákladovým prostorem. Zatímco pístovými motory poháněný XC-123 byl od počátku dobře přijat pro službu v taktickém vojenském transportu pro svou spolehlivost, odolnost a schopnost působit i z krátkých neupravených rozjezdových drah, proudovými motory poháněná verze XC-123A navržená pro rychlý transport materiálu a osob ze základen USAF do ohrožených oblastí se ukázala jako nevhodná pro působení z krátkých a neupravených polních letišť. Konstrukce trupu a křídel také nevyhovovala zamýšleným rychlostem a podstatně omezovala dolet letounu. Nízko umístěné motory měly také tendenci nasávat nečistoty z neupravených drah. Proto byly proudové motory nakonec odstraněny a nahrazeny hvězdicovými v rámci přestavby na experimentální YC-123D.

### Výroba hlavních verzí

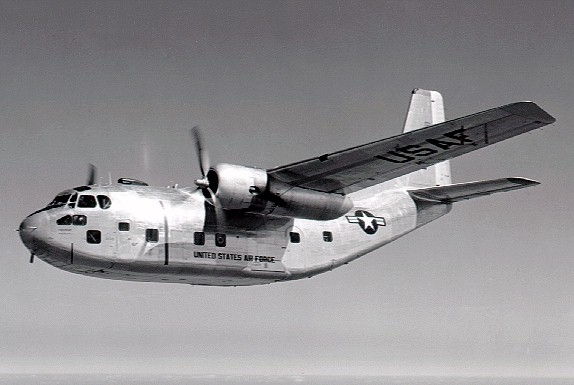
Letoun C-123B za letu.

Zkoušky letounu dopadly úspěšně, a proto USAF objednalo 300 letounů pod označením Chase C-123B. Po dokončení 5 letounů byla společnost Chase koupena společností Kaiser-Fraser Company. Henry J. Kaiser koupil v roce 1953 majoritní podíl společnosti Chase Aircraft, protože cítil, že po dokončení kontraktu společnosti Fairchild s letouny Fairchild C-119 Flying Boxcar, by mohl mít zisk ze slibně se vyvíjejícího letounu C-123. Avšak jeho finanční skandály způsobily, že vláda nebyla ochotna jeho společnosti přidělit státní zakázku. USAF proto svou objednávku zrušilo. Zakázka byla nakonec byla přidělena společnosti Fairchild Aircraft, která tak převzala výrobu letounu C-123B.
Letoun Chase C-123 se od prototypu XC-123 téměř nelišil až na svislé ocasní plochy. Původní zaoblená svislá ocasní plocha byla nahrazena hranatou. Také motory byly změněny. Původní motory byly nahrazeny typem Pratt&Whitney R-2800-99W s výkonem 1 864 kW. Instalace těchto motorů si vynutila přemístění chladiče oleje z umístění pod motorem do motorové gondoly.

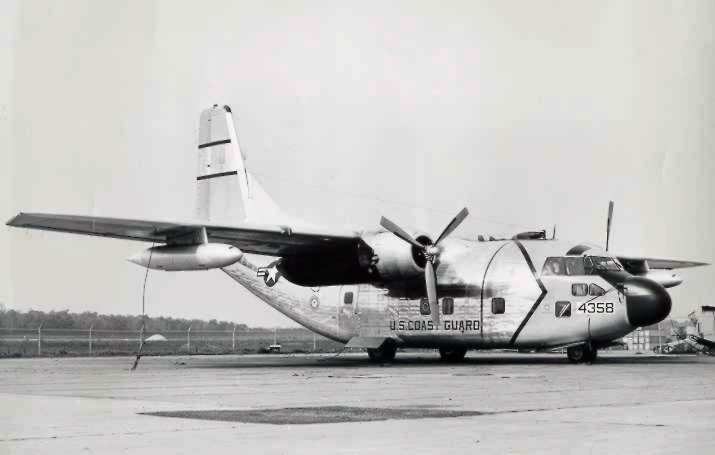
Letoun HC-123B americké pobřežní stráže v roce 1961.

Společnost Fairchild převzala vyrobené stroje, které použila pro další vývoj typu. Během zkoušek se projevily problémy se stabilitou řízení letounu, a proto bylo rozhodnuto, že bude instalována hřbetní „ploutev“. Tato byla vlastně pokračováním svislé ocasní plochy až k odtokové hraně křídla. Toto uspořádání se stalo typické pro další výrobu letounů. Letoun Fairchild C-123B se od letounu Chase C-123B lišil jinak jen minimálně. První stroj společnosti Fairchild vykonal svůj první let 1. září 1954. Tyto letouny mohly přepravovat až 60 plně vyzbrojených vojáků nebo 50 pacientů na nosítkách. Pro přepravu nákladu byl vybaven zadní hydraulicky ovládanou sklopnou rampou. Parašutisté mohli využít i boční dveře na stranách trupu. Letouny byly vyráběny i ve verzi HC-123B pro pobřežní stráž Spojených států, přičemž nesly pátrací radar AN/APN-158 pod vypouklým krytem na nose letounu. Několik strojů bylo upraveno pro rozstřikování defoliantů a insekticidů pod označením UC-123B. Celkově bylo vyrobeno 302 letounů C-123B u společnosti Fairchild a 5 letounů u společnosti Chase.
Během roku 1955 společnost Fairchild experimentovala s namontováním dvou malých proudových motorů J44 R-3 s tahem 4,4 kN na konce křídel prototypu Chase C-123B. Jednalo se o malé levné motory, které se používaly například k pohonu cvičných cílů. Tyto motory poskytovaly nejen další tah při startu, ale i zvyšovaly bezpečnost stroje v případě, kdy při vzletu selhal jeden z motorů, což mělo pro letouny C-123B často katastrofální následky. V té samé době uvedly Spojené státy do provozu radarovou síť časného varování na Aljašce. Vyvstala tak potřeba zásobovat tyto předsunuté stanice. Letectvo brzy zjistilo, že letouny C-47 nemohou využít svou plnou kapacitu, protože pak nedokázaly odstartovat z krátkých zasněžených drah.

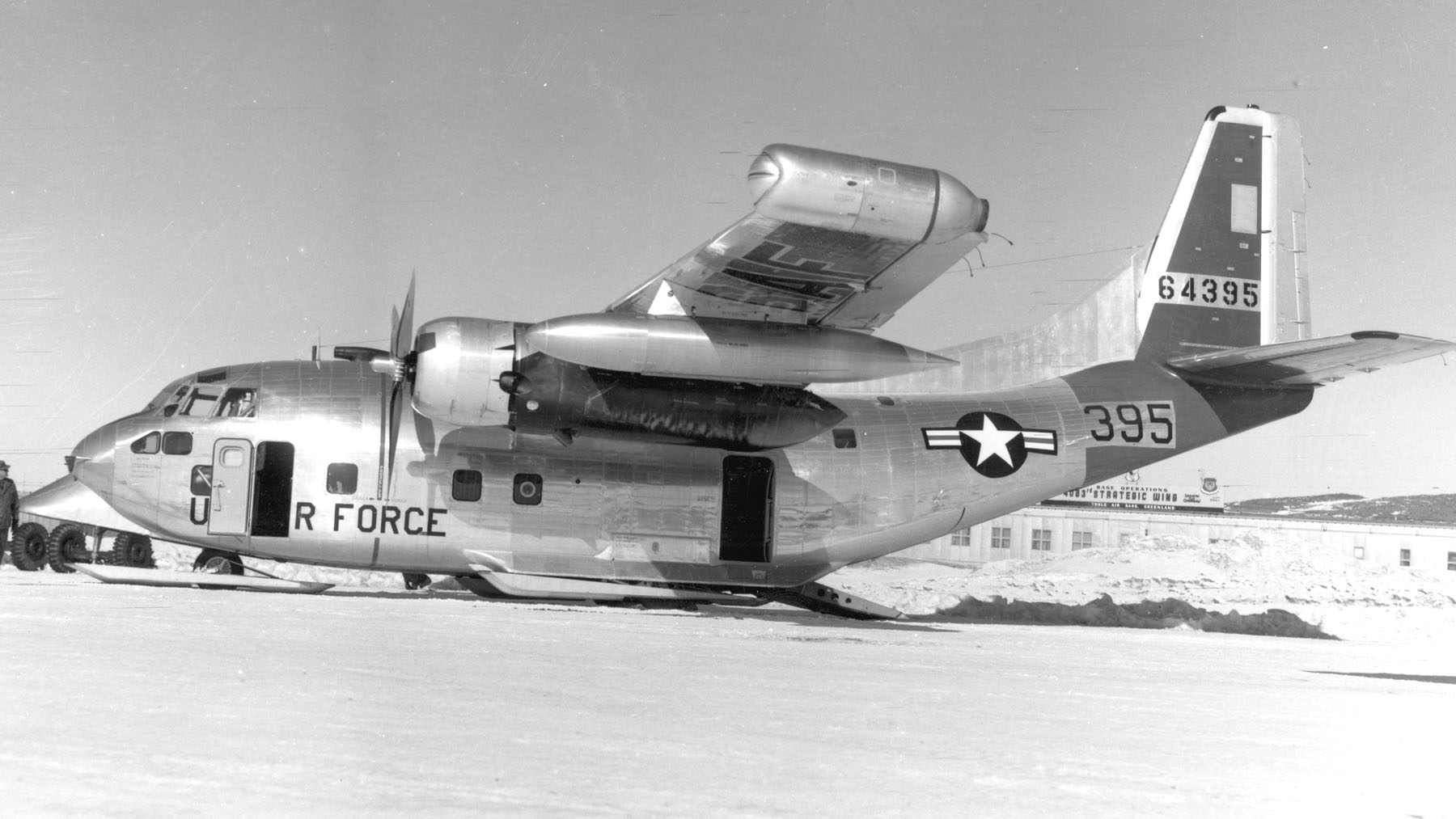
Letoun C-123J na sněhu.

V roce 1957 začalo USAF používat k zásobování základen na Aljašce letouny C-123B. Piloti rychle zjistili, že také u tohoto letounu nemohou využít plnou nosnost při vzletu ze zasněžených drah. S vědomím jaké byly výsledky zkoušek společnosti Fairchild, letectvo objednalo vybavení 10 letounů pomocnými proudovými motory J44. Tyto letouny obdržely označení C-123J. První upravený letoun byl vybaven i vysouvacími lyžemi pro přistání na sněhu. Tento letoun poprvé vzlétl 23. října 1957. Jelikož lyže byly úspěšné, byly jimi vybaveny ještě další 3 letouny C-123J. Letouny létaly až do roku 1973, kdy byly nahrazeny letouny Lockheed C-130 Hercules. Jeden letoun C-123B používaný FAA k testování navigačních přístrojů na Aljašce byl rovněž upraven na standard C-123J.
Na základě úspěchu testování letounu YC-123H v jižním Vietnamu v roce 1962 objednalo letectvo úpravu 183 letounů C-123B na letouny s pomocnými proudovými motory s označením C-123K. Pod každé křídlo byla namontována gondola s pomocným proudovým motorem General Electric J85-GE-17 s tahem 12,7 kN. Hlavní podvozek dostal nová kola s vyšší nosností, nové brzdy a protiskluzový systém. Byly nainstalovány i další elektronické systémy pro zvýšení bezpečnosti letu. Mimo pomocných motorů se z vnějšku letouny C-123K od letounů C-123B nelišily. Prázdná hmotnost letounu vzrostla, ale maximální vzletová hmotnost zůstala stejná.
První letoun C-123K poprvé vzlétnul 27. května 1966. Poslední byl dodán v září 1969. Na standard C-123K byly upraveny i postřikové letouny UC-123B, které dostaly označení UC-123K. Celkem bylo upraveno 34 letounů UC-123B.

### Experimentální projekty

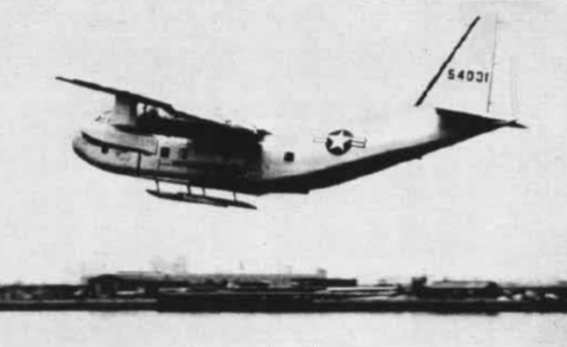
YC-123E s přistávacími ližinami

Žádné letadlo s názvem C-123C nebylo postaveno, protože název byl rezervován pro VIP verzi VC-123C, která byla zrušena po nákupu letounů Convair VC-131D. 7. prosince 1954 však vzlétl letoun označený YC-123D, který byl přestavěn z prototypu XC-123A společností Stroukoff Aircraft. Původní proudové motory byly odstraněny a nahrazeny dvojicí hvězdicových motorů Pratt and Whitney R-2800.
Letoun se vyznačoval tím, že měl osazen systém pro řízení mezní vrstvy (BLC). Tento systém usměrňoval vzduch od motorů, aby měl větší rychlost nad křídlem letounu. Díky tomu se křídlo chovalo tak, jako by letoun letěl vyšší rychlostí. To znamená, že díky tomu poklesla minimální rychlost letounu, a tak se podstatně zkrátila délka vzletu a přistání letounu. Testy ukázaly, že letoun o celkové hmotnosti 50 000 liber (22 680 kg) dokáže odstartovat z dráhy dlouhé 260 m oproti 594 m u běžného letounu C-123B. Délka přistání byla rovněž zkrácena z 366 m na 229 m.
V roce 1955 společnost Stroukoff Aircraft na základě požadavku USAF postavila jeden letoun YC-123E, který byl navržen tak, aby mohl vzlétnout z jakéhokoliv povrchu. Tento letoun byl rovněž vybaven systémem BLC. Také byl vybaven podvozkovým systémem společnosti Stroukoff zvaným Pantobase. Tento systém kombinoval systém lyží, uzavřeného trupu a plováků na křídlech, přičemž si letoun zachoval i svůj původní podvozek. Lyže se používaly jak na sněhu tak i na vodě a systém dovolil letounu přistát na vodě, zemi, sněhu i ledu. Letoun měl kvůli přistávání na vodě menší vstupní dveře.
Letoun poprvé vzlétl 28. července 1955. Byl poháněn dvojicí motorů Pratt and Whitney R-2800-99, které poháněly čtyřlisté vrtule místo klasických třílistých vrtulí. V trupu letounu bylo instalováno i vodní čerpadlo k odčerpávání případných průsaků. Letoun byl zkoušen až do roku 1956, kdy byl umístěn do skladu.
V roce 1956 bylo oznámeno uzavření kontraktu mezi USAF a společností Fairchild na dodání vylepšené verze letounů C-123 pod označením C-136, ale zakázka byla zrušena před tím, než byl postaven jediný letoun.
V roce 1956, když byla výroba letounů C-123B asi ve své polovině, odebrala společnost Fairchild jeden letoun (sériové číslo 20165) z výrobní linky a zahájila na něm modifikační program, který vedl k letounu s označením YC-123H. Letoun byl dokončen v roce 1957. Měl nový široký podvozek, který byl širší o 1,7 m což zmenšilo poloměr zatáčení letounu o 34 %. Maximální celková hmotnost vzrostla na 30 390 kg. V roce 1962 byl letoun dále upraven instalací dvou pomocných proudových motorů do samostatných gondol pod křídly a padákovým brzdícím systémem. Takto upravený letoun poprvé vzlétl 30. července 1962.
Na letounu byly použity proudové motory General Electric CJ-610-1 (J85-15) s tahem 12,7 kN. Motory používaly běžný letecký benzín. Zvýšený tah umožnil letounu téměř zdvojnásobit hmotnost užitečného nákladu na 9 147 kg (z 4 795 kg u C-123B). Také délka vzletu klesla z 287 m na 229 m. Ve Vietnamu letoun odlétal 180 misí. Výsledky testování letounu YC-123H byly uplatněny na letounu C-123K. Ve skutečnosti byl letoun YC-123H prototypem letounu C-123K.

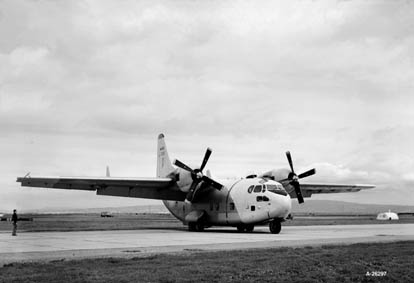
Letoun Stroukoff YC-134

Na objednávku USAF byl společností Stroukoff Aircraft upraven prototyp Chase C-123B během roku 1956 na letoun označený YC-134. Úprava zahrnovala instalaci systému pro ovládání mezní vrstvy (BLC), nové hvězdicové motory Wright R-3350-89A, vodorovné ocasní plochy byly opatřeny malými svislými ploškami a významně byl upraven i podvozek letounu.
Letoun vykonal svůj první let 19. prosince 1956. Letoun měl zvětšené palivové nádrže, a proto měl i zvětšený dolet. Hmotnost prázdného letounu vzrostla ze 14 088 kg na 17 221 kg. Maximální vzletová hmotnost vzrostla z 27 216 kg na 33 883 kg. Také ostatní parametry letounu se zlepšily, podstatně byla zkrácena i délka přistání. Původní objednávka na USAF zněla na 1 prototyp a dva sériové letouny. Objednávka na sériové stroje byla nakonec zrušena.
V polovině 60. let 20. století USAF uvažovalo o remotorizaci flotily letounů C-123B s použitím turbovrtulových motorů. Záměrem bylo využít zkušeností získané s letounem YC-123H v kombinaci s turbovrtulovými motory letounu C-130. To by prodloužilo životnost letounů C-123 o dalších minimálně 20 let. USAF se však rozhodlo investovat své peníze do vývoje letounu Lockheed C-130, a proto byl vývoj zastaven.
Koncem svého působení ve Vietnamu, začali Američané předávat své stroje C-123 svým spojencům v oblasti. Thajsko obdrželo několik strojů C-123B, C-123K a jeden HC-123B. Thajské královské letectvo brzy zjistilo, že není snadné zajistit dostatek náhradních dílů pro hvězdicové motory R2800, proto začalo hledat jejich náhradu. Projektu C-123T se za podpory USAF ujala společnost Mancro v Kalifornii, která zahájila přípravy na přestavbu letounu za použití turbovrtulových motorů. Přestavba nebyla jen pouhou výměnou dvou typů motorů, ale zahrnovala i přestavbu křídel, do kterých byly zabudovány palivové nádrže, instalaci pomocné energetické jednotky (APU), posilovače hydraulických okruhů a novým topením pilotního a nákladového prostoru. Zabudování palivových nádrží do křídel bylo nutné, protože musely být odstraněny nádrže v zadní části motorových gondol. Objem neseného paliva vzrostl více než dvojnásobně. Jako pohonné jednotky byly použity turbovrtulové motory Allison T56-A-7.
Letoun vykonal svůj první let 24. října 1980. Zkoušky prokázaly podstatné zlepšení výkonů ve všech hlavních parametrech. Stoupavost vzrostla z 2 m/s (C-123B) na 7,9 m/s, dostup z 8 839 m na 9 754 m a dolet z 2 722 km na 5 069 km. Svým prvním letem letoun také vstoupil do historie. Stal se prvním a zřejmě jediným letounem v historii, který působil v roli kluzáku i jako letoun poháněný pístovými, proudovými a turbovrtulovými motory.
Během roku 1981 však thajská vláda od projektu odstoupila z rozpočtových důvodů. Protože jiné letectvo nemělo o projekt zájem, byl projekt ukončen. Letouny byly v té době již 25 let staré a na trhu byl dostatek nových letounů. Přestavěný letoun se vrátil zpět do Thajska.
Projekt C-123T byl nedávno oživen společným projektem americké společnosti Fleetwings Aircraft Company a jihoafrické společnosti Elmer Group. V roce 2010 oznámily projekt na přestavbu starých trupů pro africké zákazníky a pokud by byl další zájem postavit i nová letadla. Trupy měly být osazeny novými turbovrtulovými motory Rolls-Royce T56-A-15, „skleněným“ kokpitem (ovládání pomocí displejů) a dalšími vylepšeními. Plánovaná verze C-123T měla unést 11 340 kg nákladu a letoun měl odstartovat z dráhy dlouhé 305 m (1 000 stop) při maximální vzletové hmotnosti 22 680 kg. Letoun by mohl nalézt uplatnění jako námořní hlídkový letoun, pátrací a záchranný letoun, dokonce i jako letoun palebné podpory (angl. Gunship), tankovací letoun nebo letoun pro zemědělské účely.

### Letouny „Black Spot“ a další speciální C-123
Během války ve Vietnamu byl určitý počet letounů C-123 upraven pro speciální účely. Většina těchto modifikovaných strojů byla postavena v počtu jednoho nebo dvou kusů. Jedinou výjimkou byly stroje C-123, které byly používány jako „světlicové lodě“ pro osvětlování cílů pro letouny palebné podpory jako byly stroje AC-47 a AC-119G. Ty byly upravovány ve větším počtu. Tyto letouny létaly pod volacím znakem Candle v rámci 14. křídla zvláštních operací USAF.
Jeden letoun, označený C-123B Light Ship, byl testován jako možná náhrada za letouny Candle, přičemž měl odstraněnou zadní nakládací rampu a místo ní měl namontován výklopný box s 28 vysoce výkonnými světlomety. Letoun mohl trvale osvětlovat prostor o rozměrech 2 míle krát 1,5 míle z výšky 12 000 stop (3 660 m). Záměr používat tento letoun, byl nakonec zrušen, protože pevná světla na letounu způsobovala, že nepřátelští protiletečtí dělostřelci jej oproti letounům vrhajícím světlice mnohem snadněji zaměřovali. Teplo vyvíjené lampami také vyžadovalo instalaci velkých ventilátorů na bocích letounu.
Několik letounů C-123B bylo přestavěno na letouny NC-123B. Tyto letouny byly vybaveny infračervenými detektory na nose letounu. Některé stroje měly i kryt detektorů nad pilotním prostorem. Tyto letouny létaly na Ho Či Minovou stezkou, kde se snažily odhalit nepřátelská vozidla a na ně pak naváděly útočné letouny. Tyto letouny létaly s posádkami složenými z amerických, jihovietnamských a tchajwanských letců.
Jeden letoun C-123B byl upraven pro dopravu generála Willama Westmorelanda, velitele amerických sil ve Vietnamu. Dostal označení VC-123B. Letoun měl upravený interiér, klimatizaci, kuchyni a vylepšené radiokomunikační přístroje. Tento letoun byl později přestavěn do standardu C-123K s označením VC-123K. Letoun byl pokřtěn jménem „White Whale“ (Bílá velryba), protože jeho trup byl natřen na bílo, aby lépe odrážel sluneční paprsky v tropickém podnebí.

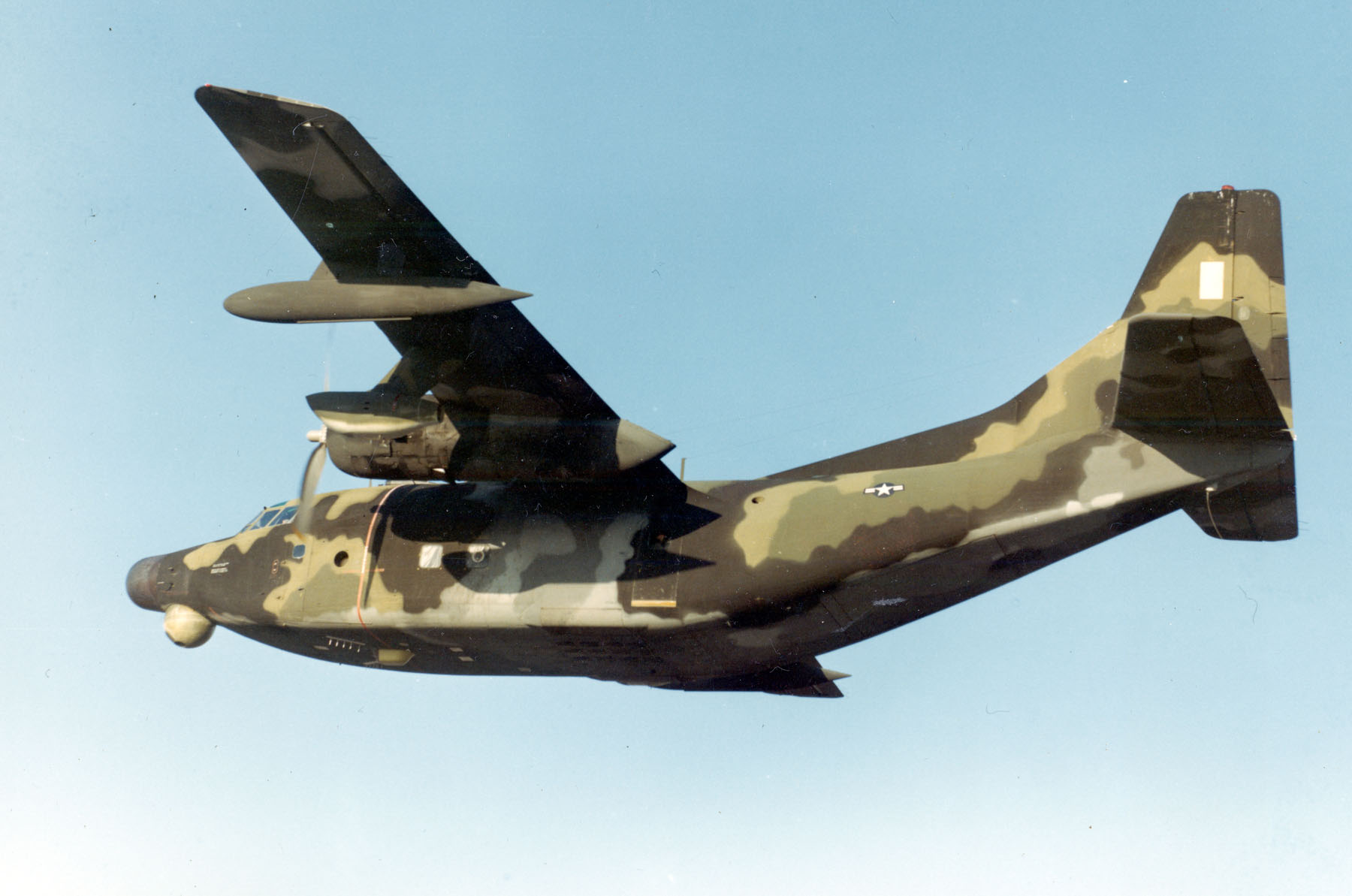
Letoun USAF NC/AC-123K používaný nad Ho Či Minovou stezkou.

Dva letouny C-123K byly v září 1965 upraveny v rámci projektu USAF Black Spot. Cílem bylo mít vlastní letoun, který dokáže odhalit noční provoz na Ho Či Minově stezce a zaútočit. Za tímto účelem byly upraveny dva letouny C-123K (54-691 a 54-698). Letouny nesly označení NC/AC-123K. Letouny byly vybaveny celou řadou nových senzorů mezi které patřilo snímání obrazu při nízkém osvětlení (Low Light Level TV), infračervené senzory (FLIR) a laserový dálkoměr. Letouny se na první pohled podstatně lišily od transportních verzí. Nové vybavení bylo umístěno do prodlouženého nosu letounu který ukrýval vyhledávací radar. Pod tímto nosem z letounu vyčnívala věžička pro infračervené senzory, televizní kameru pro slabé světelné podmínky a laserový dálkoměr. Letouny byly také vybaveny pokročilým navigačním systémem a pasivními infračervenými čidly.
Letouny byly rovněž vybaveny zbraňovým systémem pro vypouštění bombiček z kazetových pum BLU-3/B nebo BLU-26/B nebo kazetových pum CBU-68/B. Letoun nesl 36 kontejnerů (3 v každém vypouštěcím zařízení) s bombičkami. V závislosti na typu munice mohl letoun nést 2 664 až 6 372 bombiček. Bombičky byly shazovány skrz 12 dvířek ve spodku trupu. Ovládání vypouštění bomb bylo na panelu v přední části trupu. V případě nebezpečí mohl být náklad odhozen i ručně.
Tyto letouny NC/AC-123K byly nejprve umístěny na leteckou základnu Osan v Jižní Koreji mezi srpnem a říjnem 1968. Odtud vzlétaly jako letouny podporující operace proti severokorejským člunům, které pronikaly k jihokorejskému pobřeží, kde vysazovaly agenty. Od 19. srpna do 23. října 1968 takto nalétaly 57 misí. Poté byly přemístěny do Jižního Vietnamu ke zkouškám zbraňových systémů. Své lety zahájily 15. listopadu 1968, přičemž podnikly 69 misí. Letouny vyhledávaly cíle v deltě Mekongu a podél Ho Či Minovy stezky. Tyto dva letouny zničily 151 lodí a vozidel, poškodily dalších 108 a zničily dalších 261 cílů. Úspěšně dokončily 77% misí, přičemž úspěšnost zásahů během mise byla vyhodnocena na 84%. To vůbec nebylo špatné na testovací letouny, o kterých se předpokládalo, že nikdy nebudou použity v operační službě.
Osud letounů je nejistý. Některé zdroje hovoří o tom, že mise letounu byly zastaveny na počátku července 1970, kdy byly letouny předány na „pohřebiště“ letounů na letecké základně Davis-Monthan v Arizoně. Tam měly být přestavěny zpět do verze C-123K a potom se vrátily zpět do Vietnamu, kde sloužily k leteckému transportu, přičemž si ponechaly původní kamufláž s černými spodními plochami. Avšak oficiální historie uvádí, že bojové akce letounů skončily 11. května 1969, a o druhém nasazení se nezmiňují. O jejich druhém nasazení hovoří jen přidružené zdroje, přičemž zmiňují jen datum jejich příletu do Thajska, ale nehovoří o jejich umístění a do kdy zde sloužily.

## Operační historie

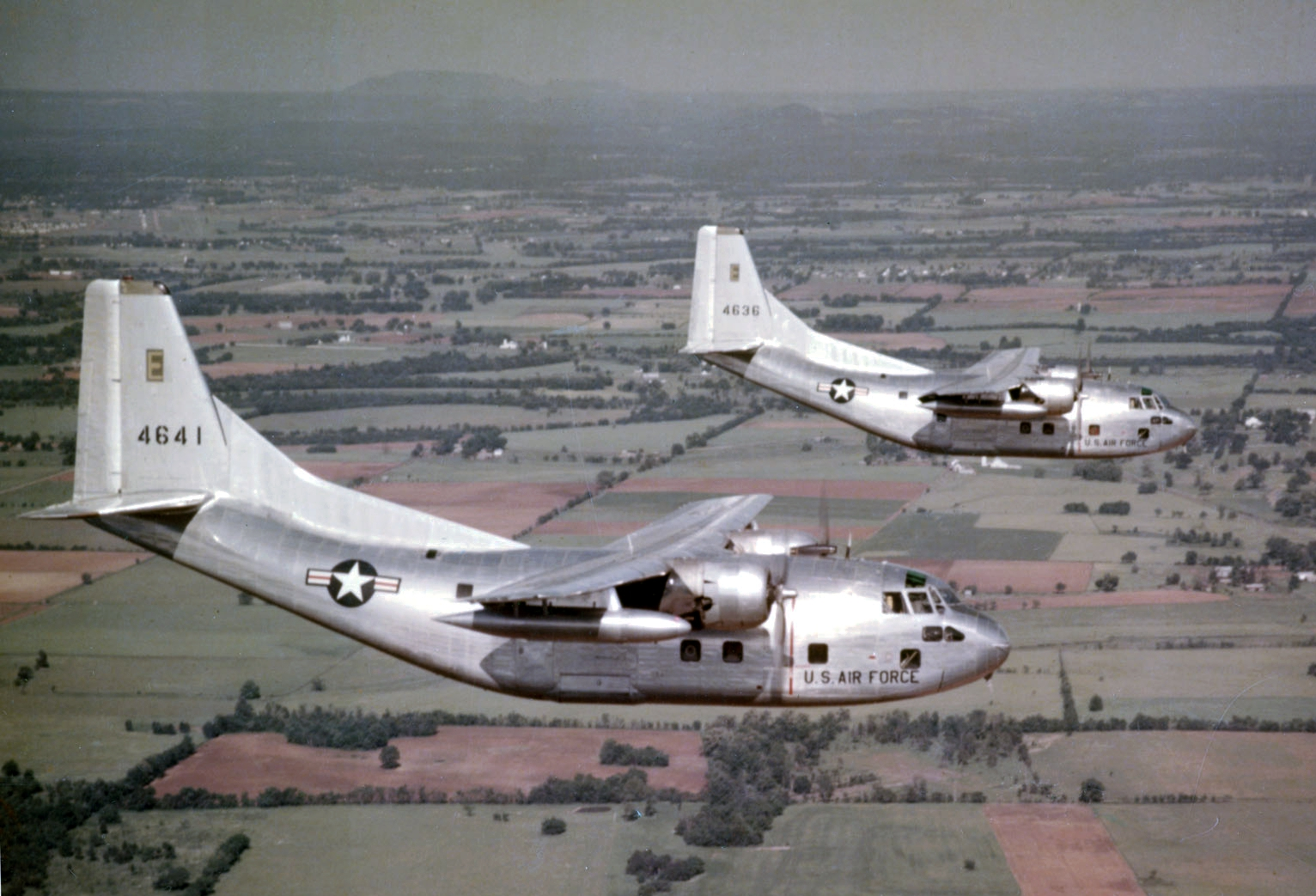
Letouny C-123B USAF v 50. letech 20. století.

Prvními provozovateli letounů C-123 se staly transportní jednotky USAF, které brzy následovala Pobřežní stráž Spojených států amerických (USCG), která používala tyto letouny na pátrací a záchranné akce (SAR) a dokonce i předváděcí tým USAF „Thunderbirds“, který letouny po určitý čas používal. Typ byl také široce vyvážen v rámci amerických vojenských podpůrných programů přímo ze skladů USAF.
První letouny zahájily svou službu u USAF v červenci 1955. V červnu 1957 koupil jeden letoun CAA (Civil Aeronautics Authority), což byl předchůdce federálního úřadu pro letectví (FAA). Tento letoun byl poslán na Aljašku pro testování navigačních zařízení. Obdržel civilní registraci N123. Také letectvo Spojených států používalo letouny C-123 (nejprve C-123B, poté C-123J) na Aljašce k zásobování odlehlých stanovišť radarů včasné výstrahy a to až do roku 1975.
Během roku 1958 obdržela pobřežní stráž Spojených států 6 letounů HC-123B, jejichž počet vzrostl do roku 1965 na 11. Letouny sloužily jak v roli transportních letounů, tak i v roli letounů pro pátrací a záchranné akce (SAR). Tyto letouny sloužily v Itálii, na Aljašce, Havaji a Floridě. Jednalo se přitom o dočasné řešení do uvedení do služby letounů Lockheed HC-130H. Po jejich dodání letouny začaly odcházet ze služby, a v roce 1971 již nebyl ve službě ani jediný.

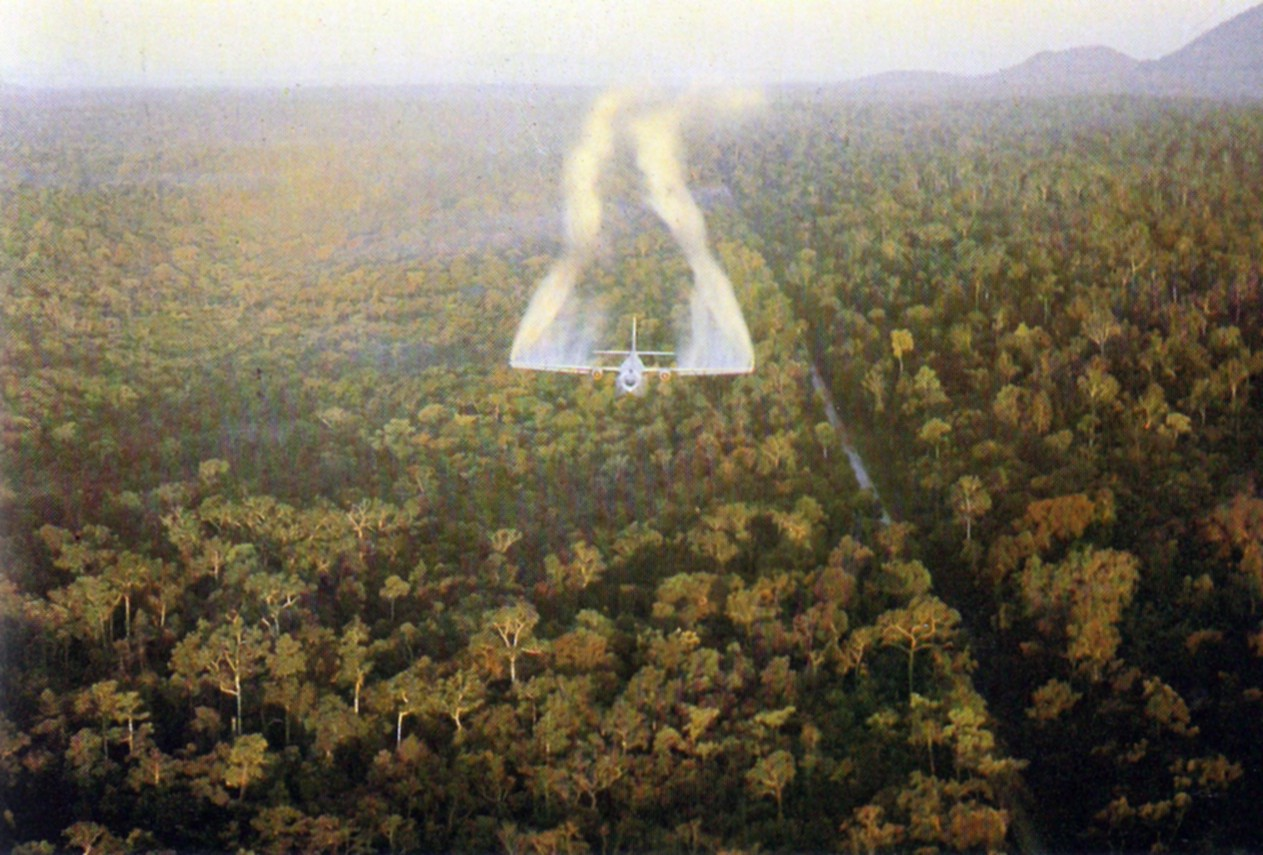
UC-123B rozprašuje defoliant nad Vietnamem během operace Ranch Hand v roce 1962.

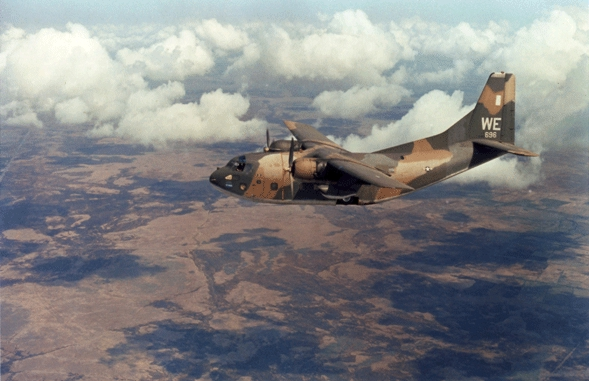
Letoun C-123K náležející k 19. peruti zvláštních operací (19th Special Operations Squadron) nad deltou Mekongu v roce 1969.

Předváděcí tým USAF Thunterbirds používal v letech 1958–1961 pět letounů C-123B. Tři z nich byly v nastříkány červenou, modrou a bílou barvou pro předváděcí akce, další dva letouny působily ve standardních barvách jako podpůrné letouny. Jeden z nich byl ztracen při nehodě v roce 1961.
Nejrozsáhlejší služby se však letouny C-123 dočkaly během války ve Vietnamu. Například v roce 1968 letouny C-123K pomáhaly zásobovat jednotky v Khe Sanh ve Vietnamu během jejich obležení severovietnamskou armádou, které trvalo 3 měsíce. Letouny C-123K působily i ze základny Nakhon Phanom v Thajsku. Zde působily nejen v roli transportních letounů, ale i v roli osvětlovacích letounů, když shazováním světlic osvětlovaly bojiště spřáteleným silám v Laosu a Kambodži.
První letouny C-123, které se dostaly do Jižního Vietnamu, byly součástí speciální letky vzdušného postřiku USAF, jako součást operace Ranch Hand, která měla za cíl pokrýt džungli defolianty, což mělo odhalit tradiční skrýše povstalců. Tyto letouny zahájily své působení na konci roku 1961. Letadla vybavená zařízením pro postřik džungle dostala do označení písmeno „U“, nejčastěji používané verze nesly označení UC-123B a UC-123K. Takto vybavená letadla zakončila svou vojenskou službu při likvidování ohnisek nákaz přenášených hmyzem insekticidy. Během prvních „postřikových“ letů USAF ztratilo první z 54 ztracených letounů C-123 ve Vietnamu, které byly zničeny jak při provozních haváriích, tak i v důsledku nepřátelské palby. Lety operace Ranch Hand pokračovaly až do roku 1972.
Používání letounů UC-123 pro rozstřikování defoliantu Agent Orange byla nebezpečná práce. Letouny létaly 100 – 150 stop nad korunami stromů (30 – 46 m) rychlostí 222 km/h, což je činilo výborným cílem pro protileteckou palbu. Poslední misi ve Vietnamu letoun vykonal 14. června 1972. Poté zde působily jen letouny patřící vietnamskému letectvu. První kompletní vietnamská jednotka vybavená letouny C-123K byla zformována v dubnu 1971.
S koncem války ve Vietnamu byly zbývající letouny C-123K a UC-123K převeleny k leteckým zálohám (Air Force Reserve/AFRES) a k letecké národní gardě (Air National Guard/ANG).
302. taktické přepravní křídlo na letecké základně Rickenbacker (později základna letecké národní gardy Rickenbacker) v Ohiu provozovala poslední letouny UC-123K v činné službě u předtím než přešlo na letouny Lockheed C-130 Hercules. Letouny byly známé jako zvláštní postřiková letka (Special Spray Flight) a byly používány pro boj s ohnisky nemocí přenášených hmyzem. Jejich mise probíhaly na Aljašce, Guamu a v Jižní Americe.
Poslední stroje C-123 v aktivní službě byly vyřazeny ze služeb leteckých rezerv Spojených států (Air Force Reserve) letecké národní gardy (Air National Guard) na počátku 80. let 20. století. Několik letounů bylo poté předáno k federálnímu úřadu pro letectví (FAA) pro testování a hodnocení, zatímco další byly předány ministerstvu zemědělství Spojených států (USDA) k účasti na rozličných programech. Tyto letouny byly nakonec vyřazeny na konci 90. let 20. století.
Jediným pilotem transportního letounu, který byl za války ve Vietnamu oceněn medailí cti (Medal of Honor) byl podplukovník Joe M. Jackson. Ten byl na kontrolním letu s majorem Jessie Campbellem, když zaslechl volání o pomoc z tábora amerických zvláštních sil Kham Duc. Bez ohledu na vlastní bezpečnost přistál na obleženém letišti a zachránil zbývající muže před zabitím nebo zajetím. Za svou statečnost dostal medaili cti. Major Campbell obdržel letecký kříž (Air Force Cross) a zbytek posádky dostal stříbrnou hvězdu (Silver Star).

### Tajné operace

#### Jihovýchodní Asie
V roce 1962 obdržela CIA 5 letounů C-123B od USAF pro svou leteckou společnost Air America pro použití v Laosu a Vietnamu a dalších 5 letounů C-123B pro tchajwanskou přísně tajnou 34. peruť tajných operací zvanou „Black Bat“ jako letku B (Letka A se skládala z dvojice letounů P2V-2U/RB-69A). Pětice tchajwanských letounů byla poslána do společnosti Lockheed Skunk Works pro provedení úprav, které zahrnovaly montáž rozličných inteligentních rušiček, které obsluhoval další člen posádky a byly zvětšeny i palivové nádrže v křídlech. Tchajwanské posádky dokončily svůj výcvik na letecké základně Pope v listopadu 1962.
Pět tchajwanských/CIA letounů C-123B byly používány pro lety nad Severní Vietnam v malých výškách pro tajné výsadkové operace. Letouny létaly pod značením tchajwanského národního leteckého přepravce China Airlines. Letouny létaly na mise dlouhé až 14 hodin.
V květnu 1964 v rámci projektu „Duck Hook“, bylo dalších 6 letounů C-123 rozsáhle upraveno společností Lockheed Air Service v Ontariu ve státě Kalifornie. Letouny byly vybaveny přístroji pro elektronický boj, Dopplerovým navigačním systémem ASN-25, radarem pro kopírování terénu APN-153, stanovištěm pro radiooperátora a novými komunikačními prostředky. Tyto letouny byly zařazeny do tajné tchajwanské jednotky Black Bat operující v Jižním Vietnamu. Šest letounů „Duck Hook“ C-123B mělo základnu v Nha Trangu.
Letouny C-123B „Duck Hook“ byly v roce 1966 vylepšeny instalací radaru pro sledování počasí RDR-10 a přijímačem ARN-131 pro provádění misí nad Ho Či Minovou stezkou. Všechny letouny C-123B byly přestavěny v roce 1968 do verze C-123K, mimo jiné instalací dvojice pomocných proudových motorů pod křídla, elektronických rušiček, výstražného radaru APR-25 a zařízením pro vypouštění klamných radarových cílů ALE-1. Letouny projektu „Duck Hook“ byly přeznačeny na „Heavy Hook“. Tyto letouny odlétaly z Nha Trangu na 4 000 bojových a podpůrných misí a to od června 1966 do května 1968.
V květnu 1970 podporovaly letouny C-123K „Black Bat“ tajný vpád americké armády do Kambodži. V říjnu 1970 byly zahájeny lety do Laosu. V březnu 1972 byly tyto tajné akce ukončeny a čtyři zbývající letouny C-123K se vrátily na Tchaj-wan. 1. března 1973 byla 34. peruť „Black Bat“ rozpuštěna.

#### Střední a Jižní Amerika
5. října 1986 letoun Corporate Air Services C-123 Provider (HPF821, původně USAF 54-679), ve skutečnosti však provozovaný CIA, dorazil na letiště San Salvador-Ilopango v Salvadoru s nákladem 70 automatických pušek AK-47, 100 000 náboji, raketovými granáty a jinými zásobami. Letoun dále letěl podél pobřeží Nikaragui a vstoupil do nikaragujského vzdušného prostoru poblíž hranice s Kostarikou. Poblíž města San Carlos letoun sestoupil do výšky 2 500 stop a připravoval se k svržení zásob pro bojovníky Contras.
Během shozu byl letoun sestřelen vládním vojákem za použití zbraně 9K32 Strela-2. Piloti CIA Wallace „Buzz“ Sawyer a William Cooper byli zabiti při pádu letounu. Správce nákladu Eugene Hasenfus se zachránil na padáku a byl zajat. Nakonec byl propuštěn v prosinci 1986. Zachráněný vrak letounu byl použit jako plážový koktejlový bar.
Další čtyři letouny (možná i více) podporovaly akce proti pašování narkotik, přičemž působily hlavně v Peru a Kolumbii.

## Nehody a incidenty

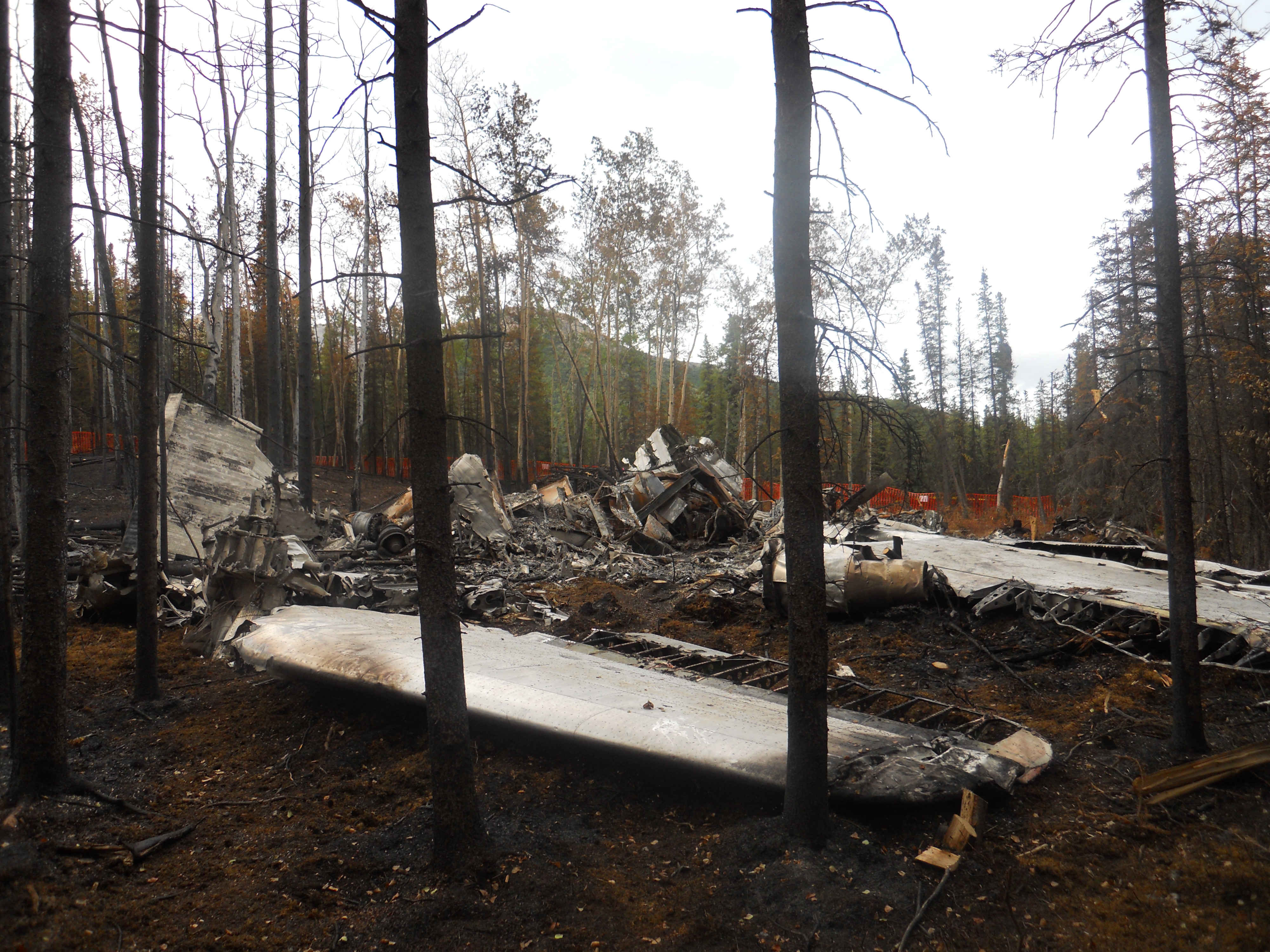
Místo havárie letounu C-123 Mount Healy, Denali National Park, Aljaška (USA)

Během své služby postihlo letoun 90 nehod a incidentů (údaj k březnu 2013), které si vyžádaly téměř 700 lidských životů. Velká část z nich připadá na vrub bojové činnosti ve Vietnamu (zahrnuty jsou i letouny sestřelené nepřátelskou palbou). Následují příklady několika z nich:
- 9. října 1958: Letoun C-123B USAF č. 55-4521, při letu z letecké základny Ogden-Hill v Utahu na leteckou základnu Tacoma-McChord ve Washingtonu s posádkou 5 mužů z předváděcí letky USAF Thunderbirds a 14 členy pozemního personálu na palubě narazil do kopce 6 mil východně od Payette ve státě Idaho. Letoun zřejmě vletěl do hejna ptáků. Všech 19 osob na palubě zahynulo.[32] Tato nehoda znamenala největší ztrátu týmu Thunderbirds v historii.
- 27. června 1965: Letoun C-123B USAF, při letu z letiště Nha Trang ve Vietnamu na mezinárodní letiště v Saigonu s posádkou 2 mužů a se 14 tchajwanskými vojáky na palubě. Během přiblížení k letišti byl letoun zasažen palbou ze země a následně se zřítil. Zahynulo všech 16 osob na palubě.[33]
- 11. prosince 1965: Letoun C-123B USAF č. 56-4376, při letu z letiště v Pleiku ve Vietnamu na letiště Tuy Hoa rovněž ve Vietnamu s posádkou 4 mužů a 81 jihovietnamskými výsadkáři na palubě zavadil o vrcholky stromů při přeletu horského hřebenu asi 32 km západně od Tuy Hoa. Letoun se zřítil a v troskách zahynulo všech 85 osob na palubě.[34]
- 6. března 1968: Letoun C-123K vietnamského letectva č. 54-0590, při letu s posilami a zásobami z Hue-Phu Bai ve Vietnamu na základnu Khe Sanh rovněž ve Vietnamu s posádkou 5 mužů a 44 vojáky na palubě přerušil přistání kvůli obsazené ranveji na základně Khe Sanh. Během kroužení k dalšímu pokusu o přistání byl zasažen palbou ze země. Pilot ztratil nad strojem kontrolu a ten se zřítil. Zahynulo všech 49 mužů na palubě.[35]
- 6. února 1982: Letoun C-123J jihokorejského letectva narazil do sopky během přiblížení k mezinárodnímu letišti Jeju. Zahynulo všech 53 osob na palubě.[36]
- 5. října 1986: Letoun C-123K společnosti Corporate Air Services (avšak provozované CIA) byl sestřelen poblíž San Carlos v Nikaragui. Zahynuli 3 ze 4 členů posádky na palubě.[37]
- 1. srpna 2010: Letoun C-123K společnosti All West Freight používaný v letových scénách filmu Con Air (bývalý letoun USAF 54-0709, civilní registrace N709RR) havaroval v národním parku Denali. Všichni tři členové posádky zahynuli.[38][39]

## Dochované exempláře

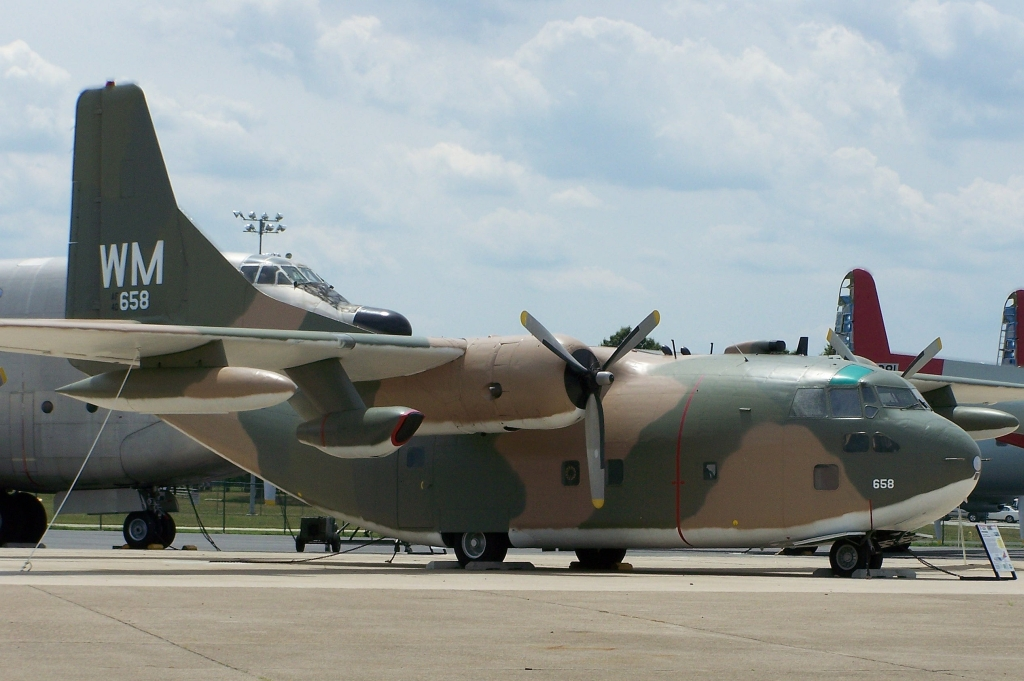
Letoun C-123K vystavený v Air Mobility Command Museum na letecké základně Dover.

Po celém světě a hlavně ve Spojených státech se dochovalo velké množství letounů C-123, které slouží jako statické exponáty v muzeích i na dalších místech. Několik letounů i nadále létá v soukromých leteckých klubech ve Spojených státech ale i ve světě. Seznam dochovaných letounů je uveden na anglické verzi tohoto článku.

## Letouny ve filmu

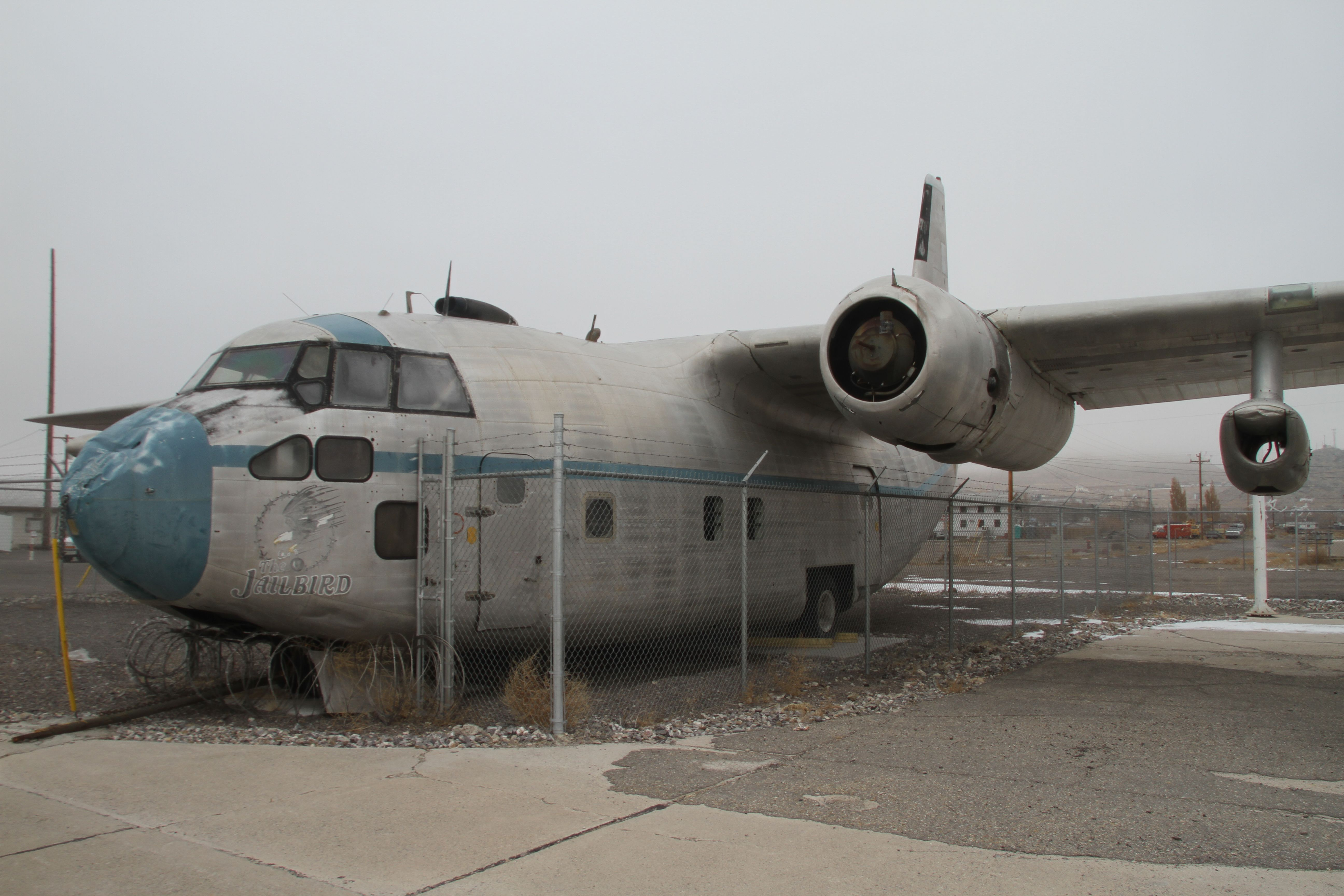
Fairchild C-123 použitý při natáčení statických scén filmu Con Air (1997) na letišti Wendover asi v roce 2011

Letoun C-123K (54-709), N709RR (předtím než byl v roce 2010 zničen při nehodě) byl použit při natáčení akčního filmu Con Air (1997). Jiné letouny C-123 se objevily ve filmech Dech života (1987), Operace Slon (1995) a Air America (1990).
Filmaři také používali letouny C-123 k navození dojmu mnohem většího čtyřmotorového letounu C-130 Hercules. V této roli byl letoun použit například ve filmu Smrtonosná past 2 (1990), kde měl přidány dva falešné motory s vrtulemi a vystřelovací sedadla.

## Varianty

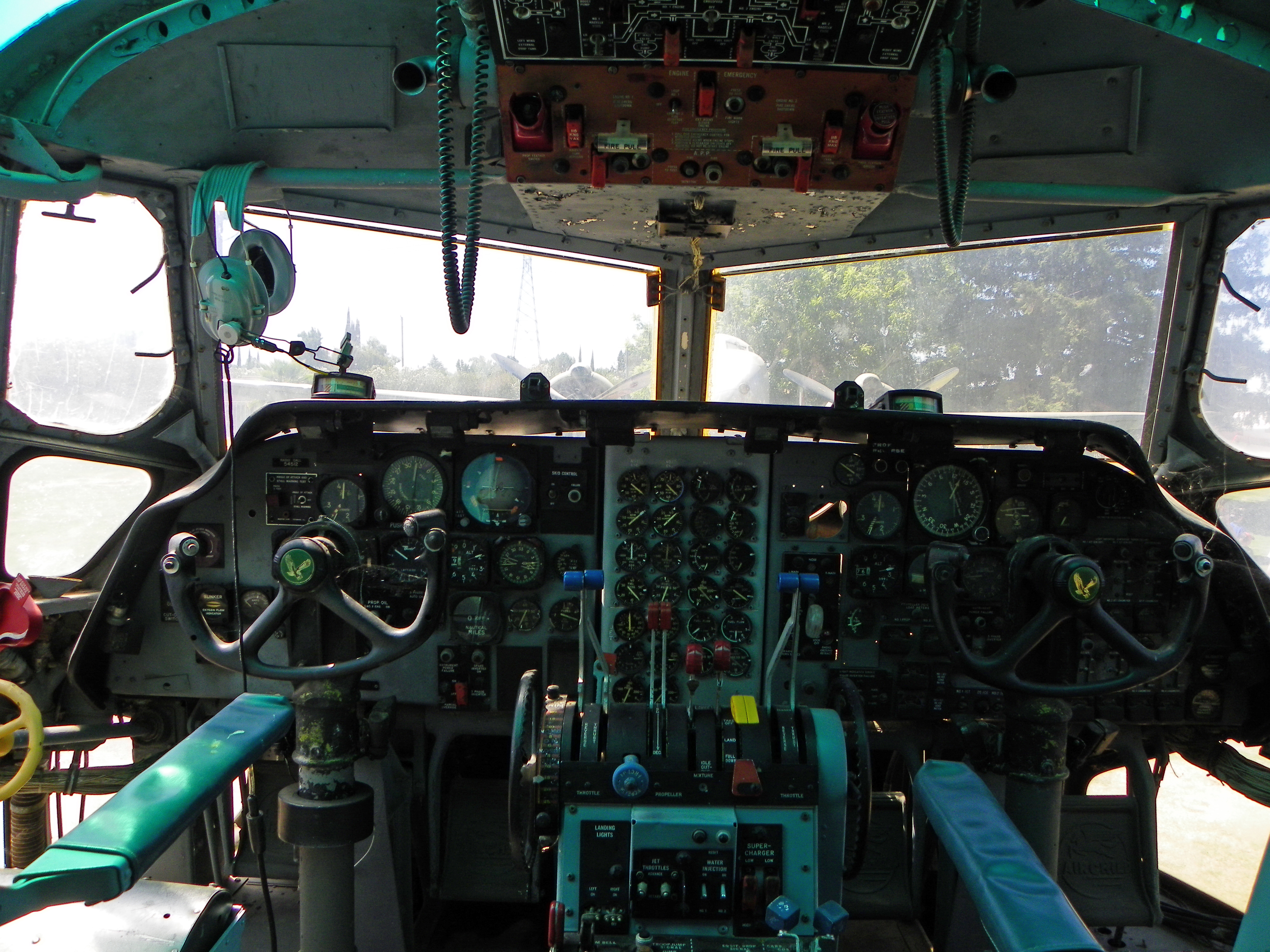
Kokpit letounu C-123K Provider v Castle Air Museum

Chase XCG-20
Dva prototypy celokovového transportního vojenského kluzáku postavené společností Chase Aircraft. Letouny později přeznačeny na XG-20. Z jednoho se stal letoun XC-123 a z druhého XC-123A. Postaveny 2 stroje.
Chase XC-123
Bývalý XG-20 osazený dvojicí motorů R-2800-23. Upraven 1 prototyp.
Chase XC-123A
Bývalý XG-20 osazený čtveřicí proudových motorů J47-GE-11 po dvojicích na jedné gondole pod křídly. Upraven 1 prototyp.
Chase/Fairchild C-123B
Sériová verze letounu založená na verzi XC-123 s dvojicí motorů R-2800-99W (2 300 hp). Letoun mohl nést 61 vojáků nebo 50 nosítek. 5 strojů postavila společnost Chase a 302 strojů společnost Fairchild Aircraft.
Fairchild UC-123B
Upravené letouny C-123 pro postřikování porostů defolianty a dalšími látkami.
Fairchild VC-123C
Verze proudovými motory poháněného letounu XC-123A pro transport VIP osob. Nebyla postavena.
Stroukoff YC-123D
Jeden letoun upravený společností Stroukoff se systémem vylepšujícím jeho letové vlastnosti.
Stroukoff YC-123E
Jeden letoun postavený společností Stroukoff pro další zkoušky a s podvozkovým zařízením Pantobase, které umožňovalo jeho působení z jakéhokoliv povrchu.
Fairchild YC-123H
Prototyp se širokým rozchodem podvozku a dvojicí pomocných proudových motorů J85 pod křídly. Upraven 1 stroj z verze C-123B.
Fairchild C-123J
Letouny C-123B s pomocnými motory Fairchild J44-R-3 na koncích křídel. Přestavěno 10 strojů.
Fairchild C-123K
Letouny C-123B s dvojicí pomocných proudových motorů J85 pod křídly a s většími koly. Přestavěno 183 letadel.
Fairchild AC-123K/NC-123K
Dva letouny C-123B upravené pro noční sledování pomocí zvláštních senzorů a s útočnou kapacitou.
C-123T
Plánovaná vylepšená verze letounů C-123B pro thajské královské letectvo, která mimo jiné zahrnovala instalaci turbovrtulových motorů. Projekt byl zrušen z rozpočtových důvodů po úpravě jednoho prototypu.
Fairchild HC-123B
Pátrací a záchranná varianta pro pobřežní stráž Spojených států.
Fairchild UC-123K
Letouny C-123K upravené pro rozstřik defoliantů. Přestavěno 34 letounů
Fairchild VC-123K
Jeden letoun C-123K přestavěný na osobní přepravu generála Westmorelanda ve Vietnamu.
Stroukoff YC-134
Jeden letoun postavený společností Stroukoff. Jednalo se o letoun C-123B se systémem pro řízení mezní vrstvy a upraveným podvozkem se zdvojenými koly na hlavním podvozku. Letoun byl později označen YC-134A poté, co byl vybaven speciálním podvozkovým systémem Pantobase.

## Specifikace (C-123K Provider)

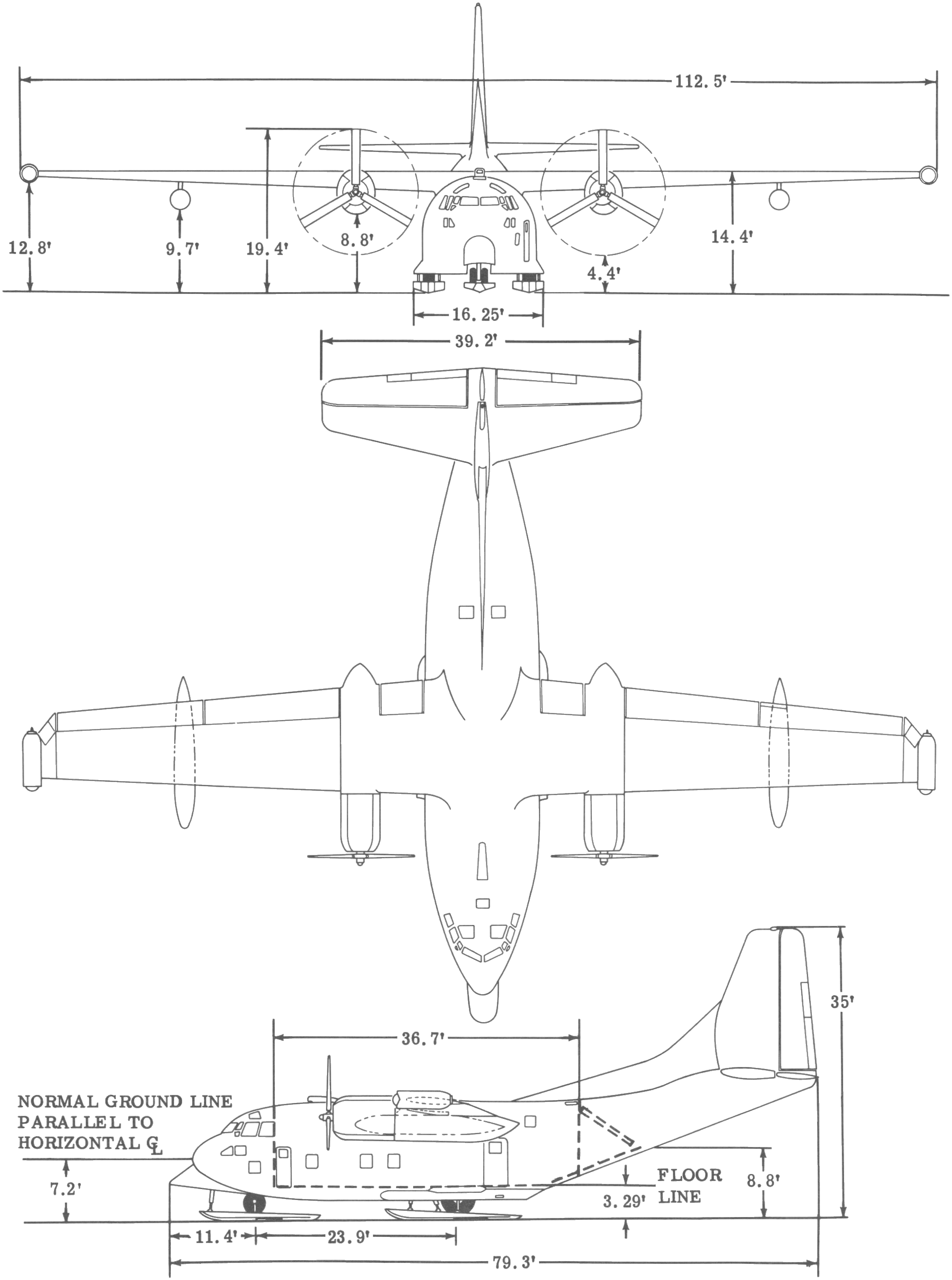
Třípohledový nákres C-123J

Technické údaje pocházejí z publikací „The Observer's Book of Basic Aircraft: Military (rozměry) a „Jane's All The World's Aircraft 1969–70“ (hmotnosti a výkony)

### Technické údaje
- Posádka: 4
- Kapacita: 60 cestujících nebo 50 nosítek nebo
- Užitečný náklad: 11 000 kg nákladu
- Rozpětí: 33,53 m
- Délka: 23,25 m
- Výška: 10,39 m
- Nosná plocha: 113,7 m²
- Plošné zatížení: ? kg/m²
- Prázdná hmotnost: 16 042 kg
- Max. vzletová hmotnost : 27 215 kg
- Hlavní pohonná jednotka: 2× hvězdicový motor Pratt & Whitney R-2800-99W "Double Wasp"
- Výkon hlavní pohonné jednotky: 2 500 k (1 865 kW)
- Druhá pohonná jednotka: 2× proudový motor General Electric J85-GE-17
- Tah druhé pohonné jednotky: 13 kN

### Výkony
- Cestovní rychlost: 278 km/h (173 mph, 150 uzlů) ve výšce ? m
- Maximální rychlost: 367 km/h (228 mph, 198 uzlů) ve výšce 3 050 m (10 000 stop)
- Dolet: 1 666 km (s maximálním nákladem)
- Max. přeletová vzdálenost: 5 280 km (2 852 námořních mil)
- Dostup: 6 430 m (21 100 stop)
- Stoupavost: 6,2 m/s (1 220 stop/min)

## Uživatelé
Brazílie

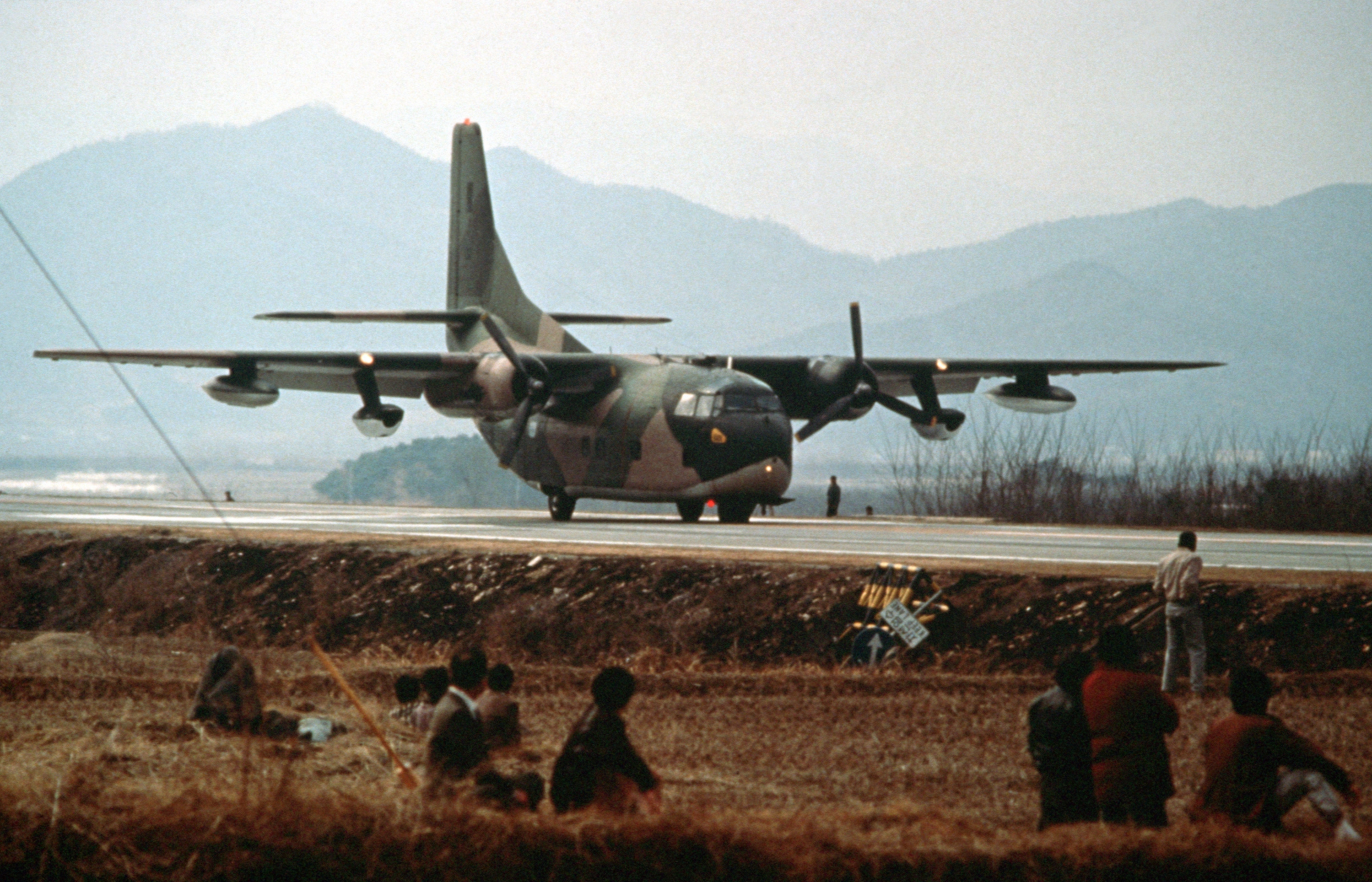
Jihokorejský C-123K v roce 1989.

- Brazilské letectvo – 2 letouny, které byly prodány společnosti VARIG

 Čínská republika
- Letectvo Čínské republiky[9]

 Filipíny
- Filipínské letectvo[9]

 Khmerská republika
- Khmerské národní letectvo[9]

 Korejská republika
- Letectvo Korejské republiky[9]

 Laos
- Letectvo lidově osvobozenecké armády Laosu

 Laoské království
- Laoské královské letectvo[9]

 Salvador
- Salvadorské letectvo

 Saúdská Arábie
- Saúdské královské letectvo – používalo 6 letounů C-123B od roku 1957 do roku 1967.[9]

 Spojené státy americké
- Letectvo Spojených států amerických
- Pobřežní stráž Spojených států amerických
- CIA – např. v rámci civilní společnosti Air America[9]

 Thajsko
- Thajské královské letectvo[9]

 Vietnamská republika
- Vietnamské vzdušné síly

 Venezuela
- Venezuelské letectvo – používalo 18 letounů C-123B od roku 1956 do roku 1983.[9]